# Lena (flod)

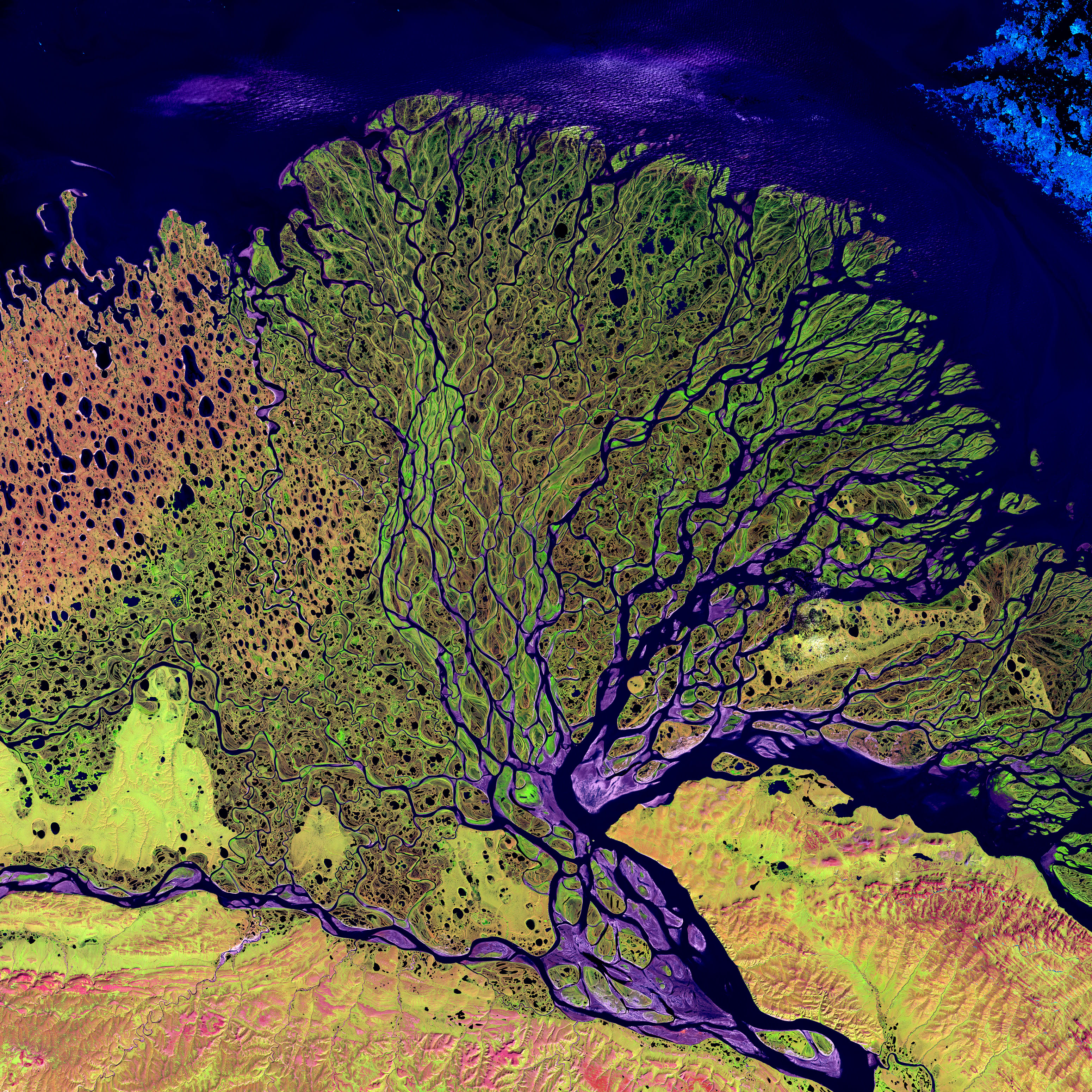
Lenas delta från Landsat år 2000.

Lena (ryska: Лена) är en flod i östra Sibirien. Floden är den tionde längsta i världen och har det nionde största avrinningsområdet (2 460 000 km²). Den är 4 400 kilometer lång. Namnet Lena tros komma från ordet Jelju-Ene, vilket betyder "den stora floden" på evenki, det språk som talas av nomadfolket evenker.

## Geografi
Floden har sin källa 1 640 meter över havet i Bajkalbergen söder om det centralsibiriska höglandet, 20 kilometer väster om Bajkalsjön. Lena rinner åt nordost, förenar sig med bifloden Kirenga och floden Vitim. Den rinner ut på låglandet från och med Jakutsk, där den förenar sig med floden Oljokma och rinner sedan norr tills den förenar sig med floden Aldan. Efter att ha runnit nordväst på grund av bergskedjan Verchojansk förenar floden sig med sitt största tillflöde vilket är bifloden Viljuj för att rinna ut i Laptevhavet som är en del av Norra ishavet.
Vid utflödet har Lena ett floddelta på 10 800 km² som är 400 kilometer brett och floden delar upp sig i sju huvuddelflöden, där det viktigaste är det östligaste som heter Bylov. Detta delta är frusen tundra under sju månader av året, men i och med våren i maj övergår regionen till att bli ett bördigt våtmarksområde. Delar av deltat är naturskyddsområde.

## Ekonomisk betydelse
Lena är navigerbar med båtar längs större delen av sin längd, när floden är isfri, och trafikeras av lastbilar på isen på vintern. Det finns bara två broar över floden, en vägbro och en järnvägsbro vid Ust-Kut, den enda hamnen med järnväg vid floden. Den största staden längs floden är Jakutsk. Vid mynningen är medelvattenföringen 16 300 m³/s. Det högsta uppmätta flödet är 190 000 m³/s, vilket är näst högst i världen och överträffas endast av Amazonfloden. Laxfiske förekommer i floden och vattenkvalitén är relativt bra, trots närliggande kolgruvor, guldgruvor och gasfyndigheter.